# Pani Jeziora (powieść)
Pani Jeziora – powieść z gatunku fantasy i dark fantasy, napisana przez Andrzeja Sapkowskiego, wydana w 1999. Jest ostatnią z pięciu części sagi o wiedźminie.

## Fabuła
Ciri dostaje się do władanego przez Auberona królestwa Aen Elle – Ludu Olch, po którym jej przewodnikiem staje się elf Avallac'h. Wiedźmińska drużyna opuszcza Caed Myrkvid, gdyż żyjący tam druidzi odmawiają im pomocy. Kompania dociera do idyllicznego księstwa Toussaint, w którym Jaskier wdaje się w powtórny romans z księżną Anną Henriettą, Regis z sukkubem, a Geralt z nadworną czarodziejką Fringillą Vigo, będącą równocześnie – o czym wiedźmin nie ma pojęcia – członkinią Loży Czarodziejek. Gdy Ciri dowiaduje się od Avallac'ha, czego żąda od niej Król Olch, postanawia zrobić wszystko, by uciec z krainy Aen Elle. Pomagają jej w tym – również zamieszkujące tę krainę – jednorożce, magiczny inteligentny gatunek konia. Wraz z Ihuarraquaxem – jednorożcem, z którego spotkała na pustyni Korath – Ciri przenosi się między kolejnymi światami, ścigana przez Eredina, jednego z przywódców Aen Elle.
Tymczasem wzmocnione licznymi ochotnikami oraz najemnikami z Koviru zjednoczone armie Temerii i Redanii rozpoczynają kontrofensywę przeciw wojskom Emhyra var Emreisa na centralnym odcinku frontu. Odrzucają oddziały wroga na południe i uderzają na Dolne Sodden wygrywając m.in. bitwę pod Mayeną.
Drużyna Geralta tkwi bezczynnie w Toussaint przez kilka miesięcy. Wiedźmina w zamku Beauclair zatrzymuje czarodziejka Fringilla Vigo oraz możliwość ciągłych polowań na potwory w podziemiach zamków Toussaint. Wszystko zmienia się w momencie, gdy będąc na polowaniu pod kasztelem Zurbarran, wiedźmin przypadkowo podsłuchuje tajną rozmowę Stefana Skellena z wielkimi książętami nilfgaardzkimi i dowiaduje się, gdzie ukrywa się czarodziej Vilgefortz. Geralt domyśla się, że Fringilla Vigo specjalnie zatrzymywała go w Toussaint na czyjeś zlecenie. Oszukuje on czarodziejkę i za miejsce pobytu Vilgefortza podaje zamek Rhys-Rhun w północnym Nazairze. W wyniku tej dezinformacji przewodnicząca Loży Filippa Eilhart rozkazuje podjąć szturm na opustoszały zamek Rhys-Rhun, co kończy się wielką kompromitacją Loży Czarodziejek. Natomiast wiedźmin i jego kompania (poza Jaskrem, który zostaje z księżną Anną Henriettą) błyskawicznie opuszczają Toussaint i udają się na południe, w kierunku prawdziwej siedziby Vilgefortza, czyli zamku Stygga.
Ciri, dzięki pomocy Nimue, również udaje się znaleźć zamek Vilgefortza, gdzie więziona jest Yennefer.
Marszałek polny cesarstwa Nilfgaardu, Menno Coehoorn, postanawia rozstrzygnąć losy wojny i zadać północnym królestwom ostateczny, decydujący cios. Na czele Grupy Armii „Środek” rusza wprost na walczące w Sodden wojska temersko-redańskie. Dochodzi do wielkiej bitwy pod Brenną, w której niemalże cała potęga Północy ściera się z całą potęgą Południa. W bitwie ginie Coën – wiedźmin, przyjaciel Geralta.
Po tych wydarzeniach Geralt i jego drużyna przybywają do zamku i w wyniku walk czarodziej Vilgefortz zostaje zabity przez Geralta, a Leo Bonhart – przebity Jaskółką, mieczem Ciri. W szturmie na zamek giną jednak Cahir aep Ceallach, Milva, Angoulême oraz Emiel Regis. W cytadeli dochodzi do spotkania Emhyra var Emreisa z głównymi bohaterami.
Wiedźmin i Ciri spotykają w Toussaint Jaskra, który ma zostać stracony za układanie paszkwili i zdradzanie księżnej, jednak w ostatniej chwili zostaje ułaskawiony. Ciri i Yennefer trafiają na zamek Montecalvo, siedzibę Loży Czarodziejek, gdzie Loża ma zadecydować o przyszłości Ciri. W tym samym czasie Jaskier i Geralt spotykają w rivskiej karczmie znajomych krasnoludów. Wówczas wybucha w Rivii pogrom nieludzi. Geralt zostaje ciężko ranny. Ratując go, Yennefer opada zupełnie z sił. Ciri wykorzystując swoje umiejętności przenosi ich do innego wymiaru i sama również odchodzi.

## Tłumaczenia
- wydanie rosyjskie, wyd. AST, Moskwa
- wydanie czeskie, wyd. Leonardo, Ostrava 2000
- wydanie włoskie, La Signora del Lago, przełożyła Raffaella Belletti, wyd. Editrice Nord, 2015, 616 s., ISBN 978-88-429-2611-5.
- wydanie chińskie – tajwańskie w 2 tomach, pt. 獵魔士長篇 5 湖之主（上＋下） [Lièmóshì chángpiān 5 Hú zhī zhǔ (shàng + xià)], Wyd. 蓋亞 / Gaea (seria wydawnicza Fever), Taipei 2019, 744 s., przełożył Ye Zhi-Jun (葉祉君), ISBN 978-986-319-317-3